# 猫又おかゆ
猫又 おかゆ（ねこまた おかゆ、英: Nekomata Okayu、中: 猫又 小粥）は、日本のバーチャルYouTuber、バーチャルアイドル。所属事務所はホロライブプロダクション。同事務所の女性バーチャルYouTuberグループ・ホロライブのゲーム実況を中心に活動するユニット「ホロライブゲーマーズ」（以下「ゲーマーズ」）のメンバー。

## 概要
誕生日は2月22日。身長152センチ。挨拶は「もぐもぐ～おかゆ～！ ホロライブゲーマーズの猫又おかゆです！」。愛称は「おかゆん」。一人称は「僕」。バーチャル青森出身。
キャラクターデザインは神岡ちろる、Live2Dモデルの製作はrariemonn、3Dモデルの製作はおんだがそれぞれ担当した。
ファンネームは「おにぎりゃー」。

## 人物・エピソード
- ホロライブの中では珍しく、「ボーイッシュ」「低音ボイス」という特徴を打ち出している[5]。
- セクシーさを全面に出すこともあり、リスナーや共演者を軽いセクハラなどでからかう場面も多い。
- 笑い上戸で、笑い過ぎると鳥の鳴き声や笛の音のような高音を発する癖があり、本人曰く「喉に鳥を飼ってる」。なお後日、口蓋垂の震えによって鳴っていることが明らかになった。
- 同じゲーマーズ所属であり、ユニット「おかころ」の相方でもある戌神ころねとは、ゲーマーズ加入前からの長い付き合いであるということもあり非常に仲が良い[7]。
- 同じホロライブのメンバーである、大空スバル、大神ミオ、戌神ころねと共にユニット「SMOK（エスエムオーケー）」として配信を行うことがある[10]。
- 同じイラストレーター（神岡ちろる）がデザインした、にじさんじの椎名唯華と共に、「神岡家」というユニット名で不定期に配信を行っている[11]。
- 出身地が津軽弁を使う地域であるため、津軽弁で話すことがある。配信上で家族の話をする際に特に多い[12]。

## 略歴
- 2019年
  - 4月6日、YouTubeにて初配信を行いデビュー[13]。
  - 10月4日、3Dモデルを披露[14]。
  - 11月22日、YouTubeのチャンネル登録者数が10万人を突破[15]。

- 2020年
  - 1月2日、正月衣装を披露[16]。

- 2021年
  - 4月17日、YouTubeのチャンネル登録者数が100万人を突破[17]。チャンネル登録者数が100万人を超えたのは、バーチャルYouTuberとしては16人目、ホロライブの所属タレントとしては白銀ノエルに続き13人目となる[17]。

- 2025年
  - 5月15日、YouTubeのチャンネル登録者数が200万人を突破した[18]。
  - 5月、セカンドアルバム『ぺるそにゃ～りすぺくと』がBillboard JAPANのダウンロード・アルバム集計速報、オリコンチャートで、それぞれトップ10にランクインした[19][20][21]。

## 主な出演

### ライブ
- V-RIZIN2019〜これがオタクの年末ライブ〜（2019年12月29日[22]、さいたまスーパーアリーナ）
- V-Carnival（2021年4月3日[23]、オンライン開催）
- 湊あくあ ワンマンライブ2022「あくあ色 in わんだ〜☆らんど♪」（2022年1月28日[24]、豊洲PIT・SPWN）ゲスト出演[25]
- 猫又おかゆ 1st Live.『ぽいずにゃ〜しんどろーむ』Supported By Bushiroad（2022年9月30日、立川ステージガーデン・SPWN・LINE LIVE-VIEWING）[26][27][28]
- Blue Journey 1st Live「夜明けのうた」（2023年9月13日、東京ガーデンシアター）[29]
- 猫又おかゆ 2nd Live.「ぺるそにゃ～りすぺくと」（2025年5月28日、ぴあアリーナMM・SPWN・Streaming+）[30][31]

#### ホロライブ全体ライブ
- 「hololive 1st fes. ノンストップ・ストーリー」（2020年1月24日、豊洲PIT）[32]
- 「hololive 2nd fes. Beyond the Stage Supported By Bushiroad」STAGE2（2020年12月22日、ニコニコ生放送・SPWNにてオンライン開催）[33]
- 「hololive 3rd fes. Link Your Wish Supported By ヴァイスシュヴァルツ」Day2（2022年3月20日、幕張メッセ）[34]
- 「hololive 4th fes. Our Bright Parade Supported By Bushiroad」DAY2（2023年3月19日、幕張メッセ）[35][36]
- 「hololive 5th fes. Capture the Moment Supported By Bushiroad」DAY2（2024年3月17日、幕張メッセ）[37][38]
- 「hololive 6th fes. Color Rise Harmony」DAY2（2025年3月9日、幕張メッセ）[39][40][41]

### イベント
- 会える！ 話せる！ VTuberおしゃべりフェス 2019夏（2019年8月28日[42]、Zepp Namba）
- VtuberLand2019 ホロライブWEEK 〜清楚さいきょうらんど〜 ホールイベント第2部（2019年10月5日[43]、よみうりランド）
- ヴァイスシュヴァルツ＆Reバース presents ホロライブプロダクションフェスティバル（2021年10月9日[44]、パシフィコ横浜 展示ホールD）
- hololive Valentine2022 イチ推しトーク！（2022年2月20日、ベルサール秋葉原1階HALL）
- hololive GAMERS fes. 超超超超ゲーマーズ（2024年5月25日・26日、国立代々木競技場・Abema PPV）[45]
- hololive GAMERS fes. 超超超超ゲーマーズ2（2025年7月5日・6日、さいたまスーパーアリーナ・Abema PPV）[46]

### ゲーム
- ラクガキ キングダム（2021年、本人役）[47]
- 妖怪ウォッチ ぷにぷに（2022年8月1日 - 16日） - コラボイベント期間にゲーム内キャラクターとして追加[48]。
- おかゆにゅ〜〜む!（2025年、主演・監修）[49]

### 雑誌
- 『週刊ファミ通』 No.1885、2025年2月20日号、KADOKAWA、2025年2月6日。ASIN B0DT4LLW8K。 - 表紙、特集[49][50]

## タイアップ
- Steamプリペイドカード（2019年12月21日）オータム・ウィンターセールに合わせて、コラボ配信や視聴者プレゼントが行われた[51]。
- カレーメシ（2020年） - 一部スーパーでデジタル実演販売が行われた。
- 近畿日本ツーリスト（2021年1月16日 - 6月9日） - 伊豆旅行ツアープランを販売。
- ローソン（2021年1月26日 - 2月2日）
- カレーメシ
- ファミリーマート（2021年8月3日 - 8月15日） - クリアファイルの配布・オリジナルハイチュウの発売を行った。
- バンダイ（2021年8月24日 - ）
- ばくだん焼本舗（2021年9月11日 - 10月1日）
- namco（2021年10月22日 - 11月23日） - アミューズメント施設「namco」の景品として「デフォルメアクリルスタンド」「アクリルスタンド」「アクリルボード」「ロングタオル」が導入。
- 郵便局物販サービス（2021年11月1日 - 2022年1月7日） - 年賀はがきや限定グッズを発売した。
- 日本赤十字社 赤十字血液センター（2021年12月30日 - 2022年1月31日） - コミックマーケット99献血応援イベントとして、ポスターが配布された。
- いきなり!ステーキ 末広町店（2022年1月10日 - 1月31日） - 自身のYouTubeチャンネル登録者100万人記念としてコラボ。店内BGMでのオリジナル曲起用、コラボメニューが販売された。
- ハムリーズ 横浜店・博多店（2022年1月14日 - 2月27日、3月18日 - 4月24日） - 体験型イベントを実施。
- ドデカミン（2023年3月14日 - 6月15日） - 抽選による「アクリルスタンド」や「タペストリー」の配布、オリジナル曲の発表を行った。
- ファミリーマート（2023年2月）
- いきなり!ステーキ 末広町店（2023年） - 1st Live開催記念として、復刻コラボを行った。

## リリース音源
○主な出典：hololive（ホロライブ）公式サイト

### 猫又おかゆ
| 発売日        | タイトル             | 品番     | 出典   |
| ------------- | -------------------- | -------- | ------ |
| 2021年2月23日 | もぐもぐYUMMY！      | CVRD-032 | [ 52 ] |
| 2022年2月23日 | デタバレネコ         | CVRD-133 | [ 53 ] |
| 2022年5月28日 | 毒の王子さま         | CVRD-159 | [ 54 ] |
| 2022年7月1日  | アデュー、サロー     | CVRD-176 | [ 55 ] |
| 2022年7月25日 | 毒杯スワロウ         | CVRD-184 | [ 56 ] |
| 2024年2月23日 | ネコカブリーナ       | CVRD-391 | [ 57 ] |
| 2025年2月23日 | キスだけでいいからね | CVRD-539 | [ 58 ] |
| 2025年3月21日 | デコグラデーション   | CVRD-543 | [ 59 ] |
| 2025年4月7日  | ガザニア             | CVRD-558 | [ 60 ] |

| 発売日        | タイトル                 | 品番     | 出典         |
| ------------- | ------------------------ | -------- | ------------ |
| 2022年9月6日  | ぽいずにゃ〜しんどろーむ | HOLO-004 | [ 61 ]       |
| 2025年5月14日 | ぺるそにゃ～りすぺくと   | HOLO-015 | [ 62 ] [ 5 ] |

### ホロライブゲーマーズ
| 発売日        | タイトル                | 品番     | 出典   |
| ------------- | ----------------------- | -------- | ------ |
| 2024年5月22日 | We are GAMERS!!!!       | CVRD-420 | [ 63 ] |
| 2025年7月3日  | To Be Continued . . . . | CVRD-591 | [ 64 ] |

### hololive IDOL PROJECT
| 発売日        | タイトル                                            | 品番     | 出典   |
| ------------- | --------------------------------------------------- | -------- | ------ |
| 2019年9月16日 | Shiny Smily Story                                   | CVRD-001 | [ 65 ] |
| 2022年3月13日 | Prism Melody                                        | CVRD-138 | [ 66 ] |
| 2022年8月19日 | 飛んでK！ホロライブサマー                           | CVRD-199 | [ 67 ] |
| 2022年8月22日 | ホロメン音頭                                        | CVRD-200 | [ 68 ] |
| 2023年7月30日 | アバンチュール♡ホリック                             | CVRD-311 | [ 69 ] |
| 2023年12月2日 | Merry Holy Date♡                                    | CVRD-366 | [ 70 ] |
| 2024年3月15日 | ホロライブ言えるかな？hololive SUPER EXPO 2024 ver. | CVRD-406 | [ 71 ] |

### その他の参加楽曲
| 発売日        | タイトル                  | アーティスト                                                     | 品番       | 出典          |
| ------------- | ------------------------- | ---------------------------------------------------------------- | ---------- | ------------- |
| 2021年8月28日 | さしみお (feat. スバおか) | 大神ミオ、大空スバル、猫又おかゆ                                 | CVRD-071   | [ 72 ] [ 73 ] |
| 2023年9月29日 | DODEKAMBITIOUS            | ドデカルテット（大空スバル、さくらみこ、猫又おかゆ、兎田ぺこら） | CVRD-335   | [ 74 ]        |
| 2024年2月7日  | 水たまり                  | Blue Journey                                                     | UPCH-89552 | [ 75 ]        |
| 2025年8月5日  | Kurukuru Cruise           | Ninomae Ina'nis & 猫又おかゆ                                     | CVRD-604   | [ 76 ]        |

| 発売日        | タイトル                     | アーティスト          | 品番       | 出典          |
| ------------- | ---------------------------- | --------------------- | ---------- | ------------- |
| 2023年3月15日 | holo*27 Originals Vol.1      | holo*27               | TFCC-86895 | [ 77 ]        |
| 2023年9月6日  | 夜明けのうた                 | Blue Journey          | UPCH-20658 | [ 78 ]        |
| 2024年2月27日 | ほろはにヶ丘高校 -Originals- | hololive × HoneyWorks | HLP-10003  | [ 79 ] [ 80 ] |
| 2024年2月27日 | ほろはにヶ丘高校 -Covers-    | hololive × HoneyWorks | HLP-10005  | [ 81 ] [ 80 ] |
| 2025年6月2日  | MUSICAL Fantasia of Bremen   | アキ・ローゼンタール  | CVRD-578   | [ 82 ] [ 83 ] |